# エドモンド・ブリスコ・フォード
 エドモンド・ブリスコ・フォード（Edmund Brisco Ford, 1901年4月23日 - 1988年1月2日）は、イギリスの生態学者、遺伝学者。自然の中で自然選択が働いていることを観察したイギリスのフィールド研究の指導的人物であった。学生の頃から鱗翅目に興味を持ち、自然中の個体群の遺伝学の研究を続け、生態遺伝学と呼ばれる一分野を築き上げた。1954年にロンドン王立協会からダーウィン・メダル、1968年にユネスコから科学の公共理解への貢献に対してカリンガ賞を贈られた。

## 生涯
フォードはイングランドのカンブリア州パスカルで1901年に生まれた。オックスフォード大学のワダムカレッジで学び、1924年に動物学部を卒業した。
フォードは生涯結婚せず、子供を持たなかった。フォードは風変わりな男だと見られていた。彼の個人的な情報を得るのは難しい。彼の人となりは同僚の断片的な発言から推測される。フォードはオール・ソウルズ・カレッジに女性研究員が入ることに精力的に反対した。著名な動物学者ミリアム・ルイザ・ロスチャイルドはフォードが良好な関係を保った数少ない女性研究者だった。ロスチャイルドとフォードはイギリスで男性の同性愛合法化のために運動した。フォードはテオドシウス・ドブジャンスキーと親交があった。彼はショウジョウバエで遺伝学の先駆的な研究を行った。彼らは手紙を交わし、相互に訪ねあった。フォードの生涯についてはマーレン（1995）のものと、ロンドン王立協会が編纂したものがある。

### 経歴
フォードのキャリアの基礎はオックスフォードで形成された。アーサー・ケインによれば、彼は動物学に進む前に古典の学位をとった。
オックスフォードで動物学を受講し、ジュリアン・ハクスリーからは遺伝学を学んだ。後年、「ジュリアン・ハクスリーの講義が私の興味に一番密接していた。私は彼に大きな恩を感じている。特にインスピレーションのために。......1919年から1925年のオックスフォードだけだったとしても、彼の力強い声は自然選択を最もよく発展させた。......私はE.B.ポールトンを通してレイ・ランケスターに会った。彼はすでに老人だった......が、彼はチャールズ・ダーウィンとルイ・パスツールのことを私に大いに話してくれた。彼は二人と知り合いだった
」と述懐している。
フォードは1927年にオックスフォード大学の動物学の助手に、1933年には講師になった。彼の専門は遺伝学で、 1939年には遺伝学の准教授になった。1952年から1969年まで遺伝学研究室の室長、1963年から1969年までは生態遺伝学教授を勤めた。フォードは17世紀以降、オールソウルズカレッジの会員に選ばれた最初の科学者の一人であった。フォードはロナルド・フィッシャーと関連した研究を長い間をおこなった。フォードが遺伝的多型を正式に定義すると、フィッシャーは自然における選択の重要性を受け入れた。
フォードは多型性が選択の力の重要性を覆い隠したことに強い感銘を受けた。フォードは人の血液型の多型を例に挙げた。フィッシャーと同じく、彼は自然選択とライトの遺伝的浮動の関係を考え続け、そして浮動が強調されすぎていると考えた。
フォードの研究の結果として、ドブジャンスキーは彼が執筆した教科書の強調を浮動から選択へ移した
。
フォードは自然の中で進化をテストしようと試みた実験フィールドワーカーであった。彼は実質的に、今日では生態遺伝学と呼ばれる研究分野を開拓した。彼の野生の蛾と蝶の個体群研究はフィッシャーが立てた集団遺伝学の予測が正しいことを初めて明らかにした。フォードは遺伝的多型を初めて定義し、記述した。そして人間の血液型の多型が感染症への何らかの耐性をもたらすことによって維持されているのではないかと推測した。6年後にその証拠となりそうなものを発見し、さらにAB×ABの掛け合わせの研究からヘテロ結合の有利さを発見した。
彼の主要な著作は『生態遺伝学』である。それは4版を重ね、広い影響をもたらした。
彼はこの分野の以降の研究の基礎のほとんどを作った。そして同様の研究グループの準備を助けるために顧問として海外に招待されることもあった。フォードの多数の出版物の中で、おそらく最も一般向けに成功したのは彼の初めての著作で「ニューナチュラリストシリーズ」の『蝶』だろう。
1955年には同じシリーズで『蛾』を執筆した。フォードはこのシリーズで二冊以上本を書いた少数の著者のうち一人である。
フォードはオックスフォード大学で教授、名誉教授となった。オールソウルズカレッジの研究員、ワダムカレッジの名誉会員となった。1946年にロンドン王立協会フェローに選出され、1954年にはダーウィン・メダル、1959年にはオックスフォード大学よりウェルドン記念賞を受賞した。

### 生態遺伝学
フォードは多くの時間を遺伝的多型の研究に費やした。自然の個体群では多型は珍しくない。重要な特徴は二つ以上の不連続な形態が一つの種の中で、何らかのバランスによって保たれながら観察されることである。おのおのの形態の比率が単なる変異型以上の割合で見られるなら、自然選択が原因のはずである。1930年という早い時期に、フィッシャーは単一の対立遺伝子においてヘテロ結合がいずれのホモ結合よりも有利になる可能性を論じた。それは多型を引き起こす典型的な遺伝メカニズムである。フォードの研究はフィールドワークから分類学、研究室での遺伝学まで多岐にわたる 。

### オオシモフリエダシャク
フォードはバーナード・ケトルウェルによるオオシモフリエダシャクのメラニン蓄積の進化に関する有名な実験を監督した。1998年に昆虫学者マイケル・マジェラスは著書『メラニズム：進行中の進化』でケトルウェルの実験手法に向けられた批判を議論した。この本はレビューでゆがめられ、そして創造論者の反進化論キャンペーンに引用された。ジュディス・フーパーは『Of Moths and Men』（2002）でフォードの監督とケトルウェルの関係を批判的に紹介して、研究がでっち上げであるか少なくとも役に立たないものだとほのめかした。
ケトルウェルが残した論文を精査したラッジ（2005）とヤング（2004）は、フーパーの詐欺であるという申し立ては不当なもので、「フーパーはこの重大な申し立てを支持する根拠を一つも提示していない」事を明らかにした 。マジェラス自身も、フーパーの著書は「間違い、誤解、曲解がまき散らされている」と述べた。

## 著作
- (1931, 8th ed 1965). Mendelism and evolution. Methuen, London.
- Carpenter G.D.H. との共著 (1933) Mimicry. Methuen, London
- (1938, 2nd ed 1950). The study of heredity. Butterworth, London. 2nd edn Oxford University Press.
- (1940). Polymorphism and taxonomy. In Huxley J. The new systematics. Oxford.
- (1942, 7th edn 1973). Genetics for medical students Chapman and Hall: London.
- (1945, 3rd edn 1977). Butterflies. New Naturalist #1 Collins: London.
- (1951). British butterflies. Penguin, London
- (1955, 3rd edn 1972). Moths. New Naturalist #30  HarperCollins, London
- (1964, 4th edn 1975). Ecological genetics.  Chapman and Hall, London
- (1965). Genetic polymorphism. All Souls Studies, Faber & Faber, London
- (1976). Genetics and adaptation. Institute of Biology studies,  Edward Arnold, London
- (1979). Understanding genetics. Faber and Faber, London
- (1980). Some recollections pertaining to the evolutionary synthesis. In Mayr E. and Provine W.B. (eds) The evolutionary synthesis: perspectives on the unification of biology. Harvard 1980; 1998. [effectively, this is an intellectual autobiography]
- (1981). Taking genetics into the countryside.  Weidenfeld & Nicolson: London
- J.S. Haywood との共著 (1984). Church treasures of the Oxford district. Alan Sutton, Gloucester. (n.b. This is not on genetics!)